# Cordillera Sur

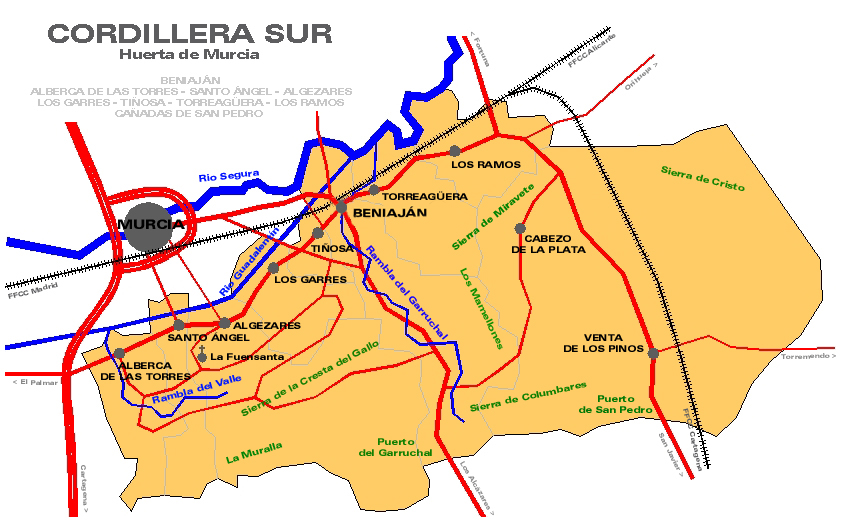
Plano de la comarca.

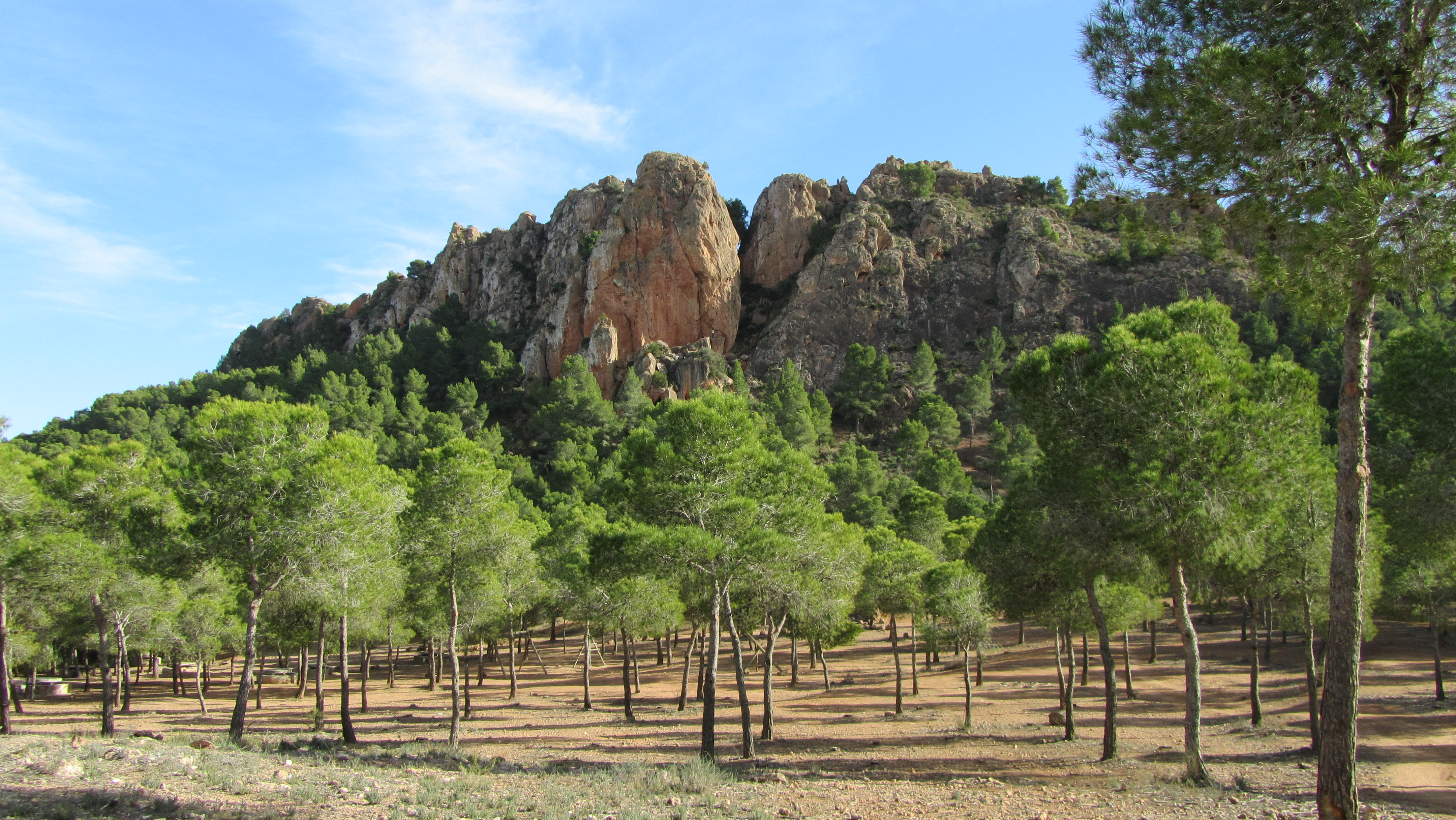
Cresta del Gallo.

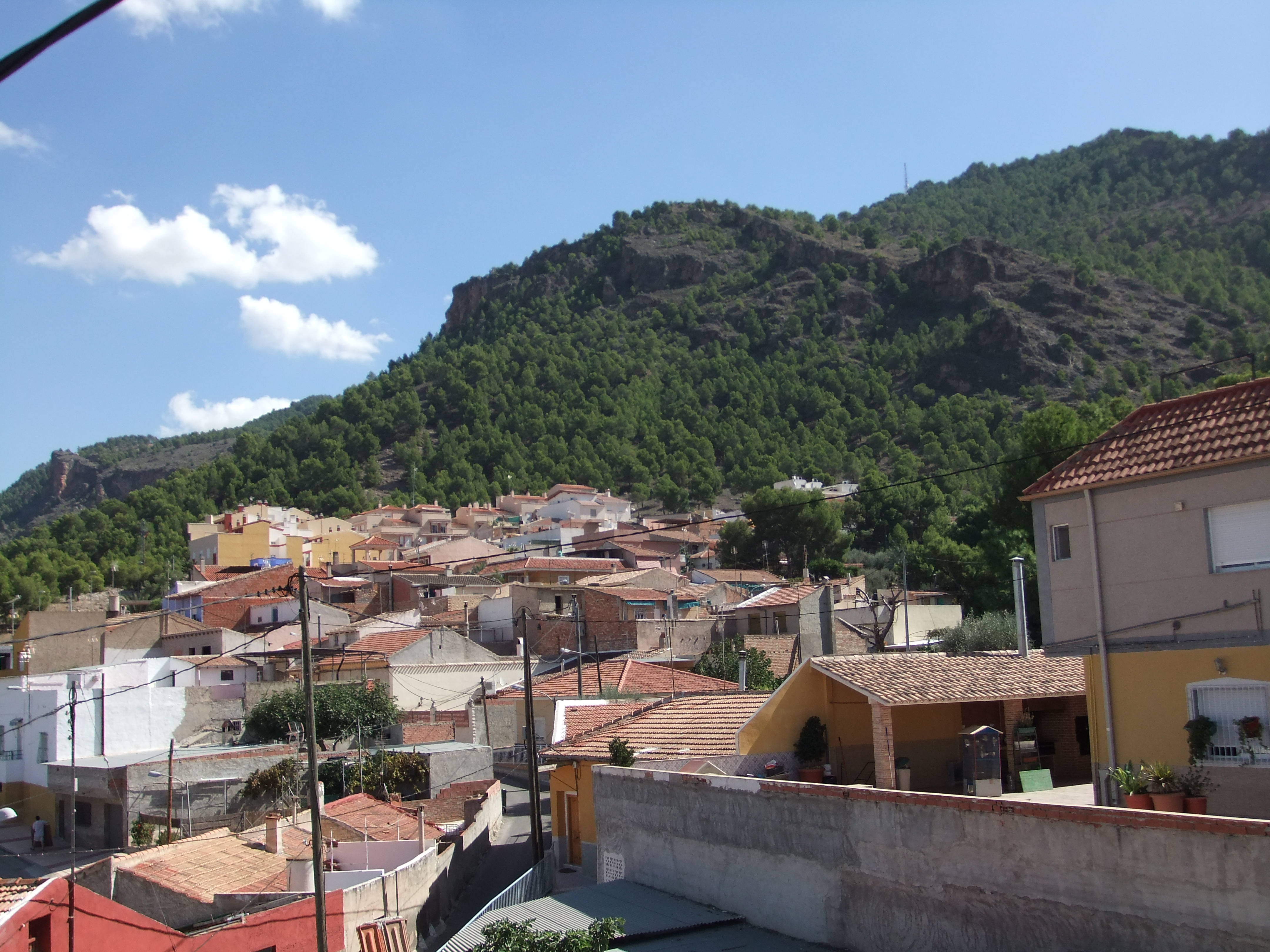
La sierra desde Algezares.

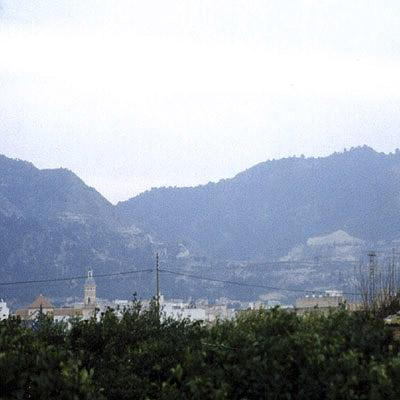
Beniaján desde la huerta.

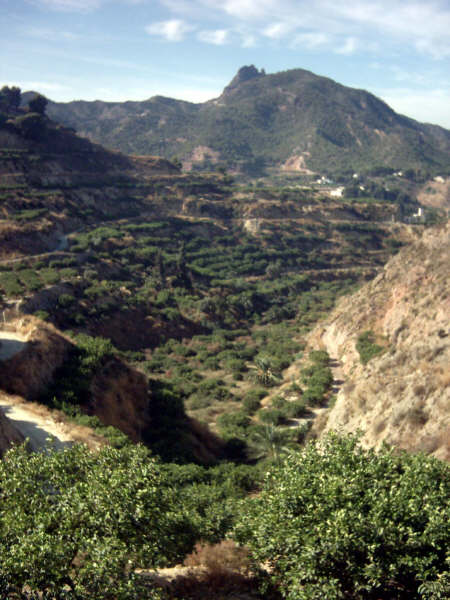
Paisaje de la Cordillera Sur, con la Cresta del Gallo al fondo.

La Cordillera o Costera Sur es un territorio perteneciente a la Huerta de Murcia, en la Región de Murcia (España), que engloba las serranías y piedemonte que cierran dicha comarca y todo el Valle del Segura por su flanco sur. Está integrado por los términos de:
- La Alberca
- Santo Ángel
- Algezares
- Garres y Lages
- San José de la Vega (o Tiñosa)
- Beniaján
- Torreagüera
- Los Ramos
- Cañadas de San Pedro

En ocasiones también aparecen incluidas las localidades de Alquerías y Zeneta, tierras colindantes y fieles a un vínculo histórico que la actual demarcación oficial ha diluido.

## Características del territorio
El rosario de montes que conforman la Cresta del Gallo, La Muralla, Columbares, Miravete, Altaona, Los Mamellones y la Sierra del Cristo, con alturas que llegan a rebasar en algunas cimas los 600 metros, separa la vega del río Segura de los campos que se extienden ya hasta las riberas del Mar Menor. La comunicación entre ambas comarcas se realiza a través de tres puertos de montaña: La Cadena, Garruchal y San Pedro.
El paisaje presenta grandes contrastes, con las poblaciones concentradas en la falda de la cara norte de la serranía, lindando ya con la intensiva explotación agraria de regadío que caracteriza a la cuenca segureña; zona montañosa cubierta de bosque mediterráneo en cumbres y umbrías; extensos y abruptos parajes sin apenas vegetación en la cara sur, lo que se ha dado por denominar Paisaje Lunar; y también encontramos terrenos ocupados por cultivos de secano, almendros y olivos principalmente, en las zonas de puerto.
Las ramblas del Valle y Garruchal, junto a infinidad de torrentes y barrancos sin caudal la mayor parte del año, son los únicos cursos fluviales que surcan estos parajes.

## Parque Regional de El Valle y Carrascoy
Gran parte del territorio de la Cordillera Sur se encuentra englobado dentro del Parque Regional de El Valle y Carrascoy, espacio natural protegido que constituye además el pulmón verde de la comarca. Tanto su riqueza paisajística y calidad medioambiental, como el antiguo patrimonio arqueológico, histórico y cultural que atesora este rincón de la Huerta de Murcia, le han valido su potenciación como importante reclamo lúdico y turístico de la zona. Excursiones, deportes de montaña, visitas guiadas, rutas monumentales, son algunas de sus muchas posibilidades.
Dentro del Parque, destacan los siguientes lugares:
- Centro de Visitantes "La Luz"
- Centro de Recuperación de la Fauna
- Albergue y Centro Medioambiental "Fuente de Columbares"
- Áreas recreativas de Cresta del Gallo y Valle Perdido
- Arboretum
- Paraje de El Verdolay, en La Alberca
- Ecomuseo Gastronómico de Beniaján
- Área arqueológica de la Basílica Bizantina de Algezares
- Santuario de la Virgen de la Fuensanta, en Algezares
- Monasterio de la Luz, en Santo Ángel
- Monasterio de Santa Catalina del Monte
- Ermita de San Antonio el Pobre, en La Alberca
- Capilla del Carmen, en Beniaján
- Castillo de Los Garres
- Castillo de la Luz, en Santo Ángel
- Poblado argárico de Puntarrón Chico de Beniaján

## Los pueblos y la Huerta
Todas las poblaciones de la Cordillera ofrecen al visitante la posibilidad de recorrer unos núcleos aún impregnados del sabor típico de pueblo a pesar de la cercanía de la capital, ajenos al imparable crecimiento urbanístico que ha motivado precisamente dicha proximidad. Sus calles y plazas, muchas de ellas encaramadas a la falda de la sierra, ofrecen un agradable paseo e incluso deliciosas vistas sobre la vega. El patrimonio monumental en ellas es escaso, pero no por ello carece de interés; son destacables las iglesias parroquiales de La Alberca, Algezares y Beniaján, así como algunos palacetes del siglo XIX y principios del XX repartidos por todos los pueblos, fruto de la riqueza que trajo a muchas familias la exportación agraria.
Cabe destacar el Santuario de la Fuensanta en Algezares donde está la imagen de la Virgen de La Fuensanta, patrona de Murcia.
También son notorios los numerosos yacimientos arqueológicos, como en el primigenio Santuario de la Luz en Santo Ángel, en donde aún es visible la pila; la necrópolis situada en La Alberca, y la Basílica Paleocristiana de Algezares.
Los caseríos se disipan en la huerta, prolongándose algunas de sus calles en antiguos caminos y veredas jalonadas de frutales. La expansión urbana está reduciendo peligrosamente los terrenos dedicados al cultivo, pero aún se pueden encontrar espacios agrícolas tradicionales casi intactos; es el caso de los denominados "rincones" o zonas de cultivo encajadas en los meandros del río Segura: el Rincón de Villanueva en Beniaján, el de Gallego en Torreagüera o el de Almodóvar en Los Ramos, son los mejor conservados. Pequeñas alquerías y caseríos menudean en este paisaje dominado por naranjos y limoneros, donde también encontraremos algunas ermitas a las que los huertanos acuden anualmente y de forma tradicional en sencillas romerías con las que festejar a alguna virgen o santo patrón del lugar: Virgen de la Huerta, San Antón de la Cabaña y Virgen del Azahar son las más populares, las tres con nombres evocadores e indiscutiblemente ligados al territorio.
- Datos: Q5788392